# Riomaggiore
Riomaggiore (Rimasùu en dialecte local et Rimazô en ligure) est une commune de la province de La Spezia, dans la région Ligurie, en Italie. Il s'agit de l'une des localités qui constituent les Cinque Terre.

## Géographie

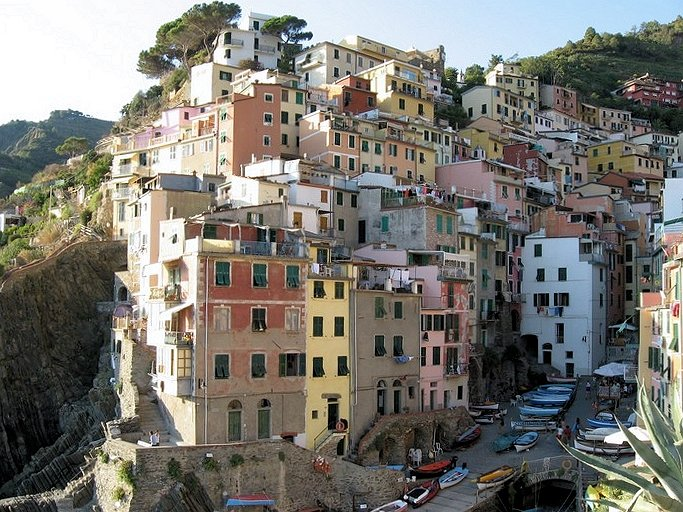
Riomaggiore.

Panorama de Riomaggiore. Juin 2016.

## Culture
Riomaggiore est la plus orientale des Cinque Terre. Le centre historique, datant du XIIIe siècle, est situé dans la vallée du torrent Rio Maggiore, antique Rivus Major duquel il tire son nom. Près des ruines de l'ancien château du XVIe siècle, s'élève l'église Jean le Baptiste construite en 1340. Comme de nombreux villages de pêcheurs ligures, les maisons-tours sont peintes de chaudes nuances d'ocre.

## Administration
| Période                                  | Période  | Identité     | Étiquette | Qualité |
| ---------------------------------------- | -------- | ------------ | --------- | ------- |
| 14 juin 2004                             | En cours | Lino Gogioso |           |         |
| Les données manquantes sont à compléter. |          |              |           |         |

### Hameaux
Manarola, Volastra e Groppo.

### Communes limitrophes
La Spezia, Riccò del Golfo di Spezia, Vernazza.

## Transports

### Transport routier
Comme les autres villages des Cinque Terre, Riomaggiore est accessible depuis La Spezia par la route provinciale SP 32.

### Transport ferroviaire

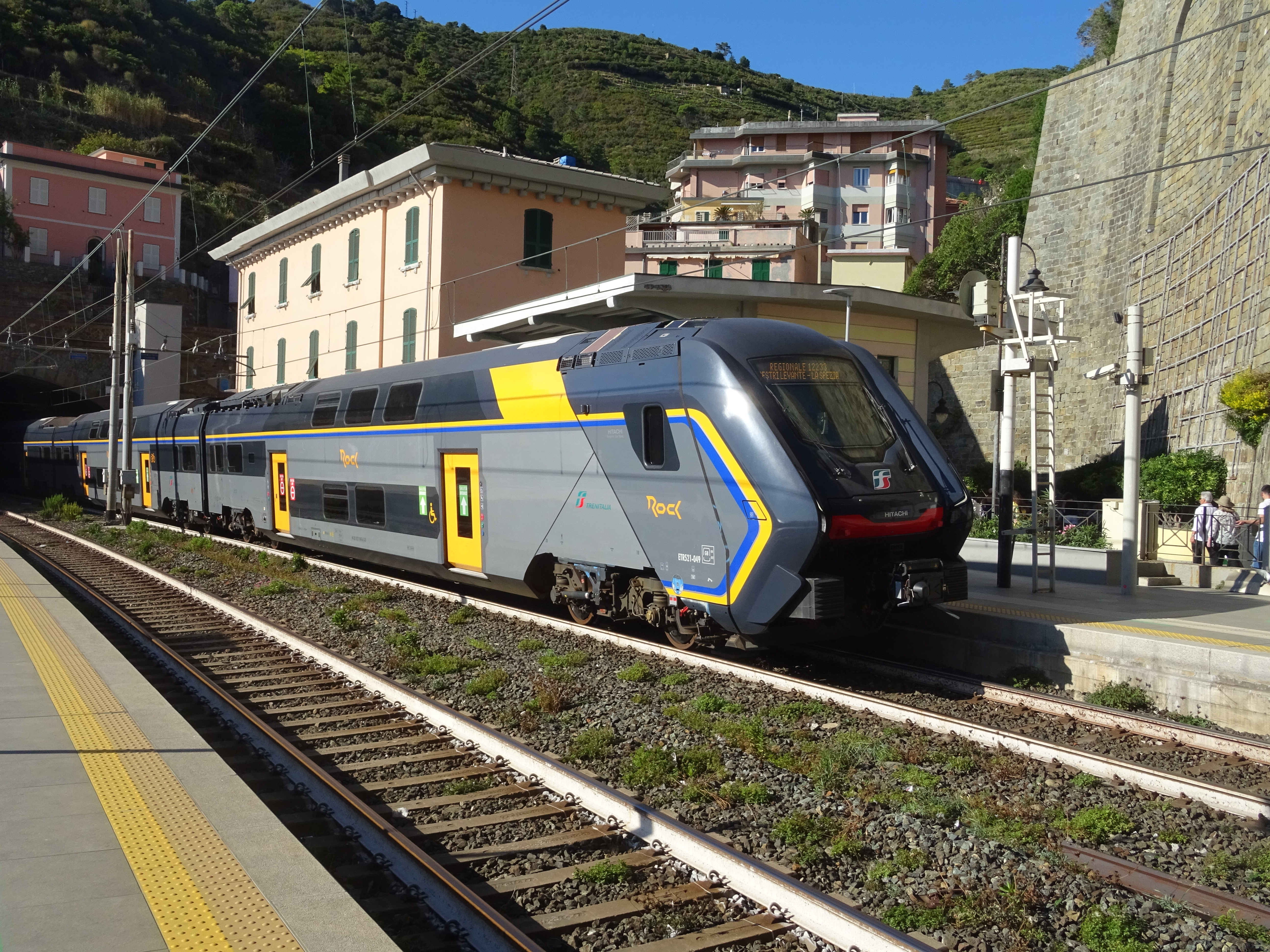
ETR 521 Rock assurant un train Regionale desservant la gare de Riomaggiore.

Riomaggiore possède une gare ferroviaire sur la ligne Gênes-Pise.